# هفت شورای جهانی اول

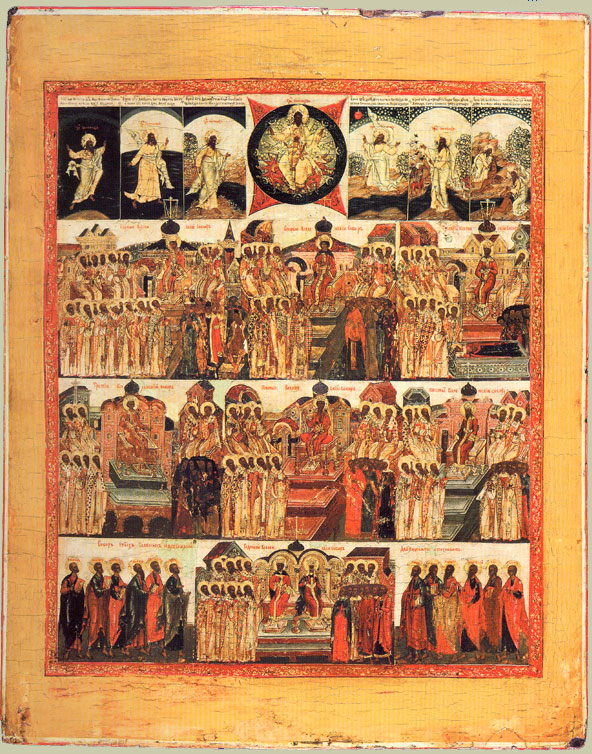
هفت شورای جهانی اول

هفت شورای جهانی اول (روسی: "отказались от своих ложных мнений и скончались в мире с Церковью.") در تاریخ مسیحیت، هفت مجمع جهانی اول شامل موارد زیر است: اولین شورای نیقیه در سال ۳۲۵، اولین شورای قسطنطنیه در سال ۳۸۱، شورای افسوس در ۴۳۱، شورای خلقیدون در ۴۵۱، شورای دوم قسطنطنیه در سال ۵۵۳، سومین شورای قسطنطنیه از ۶۸۰–۶۸۱ و سرانجام، شورای دوم نیقیه در سال ۷۸۷. تمام هفت شورا در آناتولی غربی تشکیل شدند.